# Episodi di Petticoat Junction (quarta stagione)
La quarta stagione della serie televisiva Petticoat Junction è andata in onda negli Stati Uniti dal 13 settembre 1966 al 9 maggio 1967 sulla CBS.
| nº | Titolo originale                 | Prima TV USA      |
| -- | -------------------------------- | ----------------- |
| 1  | Young Love                       | 13 settembre 1966 |
| 2  | Birdman of Shady Res             | 20 settembre 1966 |
| 3  | Hooterville, You're All Heart    | 27 settembre 1966 |
| 4  | He Loves Us, He Loves Us Not     | 4 ottobre 1966    |
| 5  | The All-Night Party              | 11 ottobre 1966   |
| 6  | Cannonball, Inc.                 | 18 ottobre 1966   |
| 7  | Kate Grounds Selma Plout         | 25 ottobre 1966   |
| 8  | The Almost Annual Charity Show   | 1º novembre 1966  |
| 9  | How Bugged Was My Valley         | 15 novembre 1966  |
| 10 | Twenty-Five Years Too Late       | 22 novembre 1966  |
| 11 | The Runt Strikes Back            | 29 novembre 1966  |
| 12 | Is There a Doctor in the Valley? | 13 dicembre 1966  |
| 13 | The Santa Claus Special          | 20 dicembre 1966  |
| 14 | My Daughter the Secretary        | 27 dicembre 1966  |
| 15 | The Rise and Fall of a Tycoon    | 3 gennaio 1967    |
| 16 | His Highness the Dog             | 17 gennaio 1967   |
| 17 | Girls! Girls! Girls!             | 24 gennaio 1967   |
| 18 | Temperance, Temperance           | 31 gennaio 1967   |
| 19 | A Star is Born                   | 7 febbraio 1967   |
| 20 | Shoplifter at the Shady Rest     | 14 febbraio 1967  |
| 21 | Don't Call Us                    | 21 febbraio 1967  |
| 22 | Hey, Look Me Over                | 28 febbraio 1967  |
| 23 | That's Max???                    | 7 marzo 1967      |
| 24 | The Fishing Derby                | 14 marzo 1967     |
| 25 | Kate's Big Deal                  | 21 marzo 1967     |
| 26 | Author! Author!                  | 28 marzo 1967     |
| 27 | Steve's Ol' Buddy                | 4 aprile 1967     |
| 28 | That Was the Night That Was      | 11 aprile 1967    |
| 29 | The Eternal Rectangle            | 18 aprile 1967    |
| 30 | Kate's Cousin Mae                | 25 aprile 1967    |
| 31 | A House Divided                  | 2 maggio 1967     |
| 32 | Go Away, Fat                     | 9 maggio 1967     |

## Young Love
- Prima televisiva: 13 settembre 1966
- Diretto da: Charles T. Barton
- Scritto da: Ronny Pearlman

### Trama
- Guest star: Ernest Truex (Tony Allison), Richard Hale (giudice Clark), Tom Lester (Eb Dawson), Sylvia Field (Laura Bentley), William Bakewell (Herbert), Janet Waldo (Violet Bentley)

## Birdman of Shady Rest
- Prima televisiva: 20 settembre 1966
- Diretto da: Charles T. Barton
- Scritto da: Charles Stewart

### Trama
- Guest star: George Chandler (Doc Stuart), Ed Deemer (maggiore Corbett)

## Hooterville, You're All Heart
- Prima televisiva: 27 settembre 1966
- Diretto da: Guy Scarpitta
- Scritto da: Charles Stewart, Dick Conway

### Trama
- Guest star: Lloyd Corrigan (reverendo Jones), Jesse White (Henry Sharp), Tom Fadden (Ben Miller), Kay E. Kuter (Newt Kiley)

## He Loves Us, He Loves Us Not
- Prima televisiva: 4 ottobre 1966
- Diretto da: Charles T. Barton
- Scritto da: Lou Huston, Al Schwartz

### Trama
- Guest star:

## The All-Night Party
- Prima televisiva: 11 ottobre 1966
- Diretto da: Dick Moder
- Scritto da: Dick Conway

### Trama
- Guest star: Gail Bonney (Mrs. Tomley), Melinda Plowman (Mary Jane), Tom Lester (Eb Dawson), Sheila Bromley (Mrs. Burris), Buck Buchanan (ragazzo), Heather Woodruff (Connie), Jimmy Hawkins (Scott)

## Cannonball, Inc.
- Prima televisiva: 18 ottobre 1966
- Diretto da: Dick Moder
- Scritto da: Charles Stewart

### Trama
- Guest star: Virginia Sale (Maude Blake), Bill McLean (Andy Parker), Tom Fadden (Ben Miller), Jess Kirkpatrick (Conrad Mosley), Charles Lane (Homer Bedloe)

## Kate Grounds Selma Plout
- Prima televisiva: 25 ottobre 1966
- Diretto da: Charles T. Barton
- Scritto da: Lou Huston, Al Schwartz, Curt Massey

### Trama
- Guest star: Elvia Allman (Selma Plout), Lynette Winter (Henrietta Plout)

## The Almost Annual Charity Show
- Prima televisiva: 1º novembre 1966
- Diretto da: Charles T. Barton
- Scritto da: Charles Stewart, Dick Conway

### Trama
- Guest star: Elvia Allman (Selma Plout)

## How Bugged Was My Valley
- Prima televisiva: 15 novembre 1966
- Diretto da: Charles T. Barton
- Scritto da: Al Schwartz, Lou Huston

### Trama
- Guest star: Kay E. Kuter (Newt Kiley), Guy Wilkerson (Ray Turlock)

## Twenty-Five Years Too Late
- Prima televisiva: 22 novembre 1966
- Diretto da: Ezra Stone
- Scritto da: Charles Stewart

### Trama
- Guest star: Dennis O'Keefe (Walter O'Connor)

## The Runt Strikes Back
- Prima televisiva: 29 novembre 1966
- Diretto da: Charles T. Barton
- Scritto da: Dick Conway

### Trama
- Guest star: Terry Phillips (Doc Craig), Tom Lester (Eb Dawson)

## Is There a Doctor in the Valley?
- Prima televisiva: 13 dicembre 1966
- Diretto da: Ezra Stone
- Scritto da: Dick Conway, Charles Stewart

### Trama
- Guest star: Athena Lorde (segretario/a), Richard Tyler (dottor Donald Craig), Charles Lane (Homer Bedloe)

## The Santa Claus Special
- Prima televisiva: 20 dicembre 1966
- Diretto da: Guy Scarpitta
- Scritto da: Paul Henning, Mark Tuttle

### Trama
- Guest star: Charles Lane (Homer Bedloe), Tom Lester (Eb Dawson), Roy Roberts (Norman Curtis), Allison McKay (segretario/a)

## My Daughter the Secretary
- Prima televisiva: 27 dicembre 1966
- Diretto da: Guy Scarpitta
- Scritto da: Lou Huston, Al Schwartz

### Trama
- Guest star: Dan White (Homer Overstreet), Bunny Summers (Sadie Prentiss), Lynette Winter (Henrietta Plout), Elvia Allman (Selma Plout)

## The Rise and Fall of a Tycoon
- Prima televisiva: 3 gennaio 1967
- Diretto da: Charles T. Barton
- Scritto da: Charles Stewart, Dick Conway

### Trama
- Guest star: Charles Lane (Homer Bedloe), Roy Roberts (Norman Curtis)

## His Highness the Dog
- Prima televisiva: 17 gennaio 1967
- Diretto da: Charles T. Barton
- Scritto da: Charles Stewart, Dick Conway

### Trama
- Guest star: Bartlett Robinson (Mort Morton)

## Girls! Girls! Girls!
- Prima televisiva: 24 gennaio 1967
- Diretto da: Charles T. Barton
- Scritto da: Dick Conway, Charles Stewart

### Trama
- Guest star: Sam Wade (Jerry), Jack Bannon (Tommy)

## Temperance, Temperance
- Prima televisiva: 31 gennaio 1967
- Diretto da: Charles T. Barton
- Scritto da: Charles Stewart, Dick Conway

### Trama
- Guest star: Buddy Foster (Clint Priddy), John Hoyt (Jeremiah Priddy)

## A Star is Born
- Prima televisiva: 7 febbraio 1967
- Diretto da: Charles T. Barton
- Scritto da: Al Schwartz, Dick Conway

### Trama
- Guest star: Walker Edmiston (annunciatore), Dallas Williams (Andrew), Hank Worden (Roy Turlock), Walter Baldwin (Granpa Miller), Peter Leeds (Guy Sparks), Kay E. Kuter (Newt Kiley)

## Shoplifter at the Shady Rest
- Prima televisiva: 14 febbraio 1967
- Diretto da: Charles T. Barton
- Scritto da: Lou Huston, Al Schwartz

### Trama
- Guest star: Alice Nunn (Mrs. Benson), Ben Lessy (Eustace Pockle), Barry Kelley (sceriffo Crandall), Olan Soule (Mr. Benson)

## Don't Call Us
- Prima televisiva: 21 febbraio 1967
- Diretto da: Charles T. Barton
- Scritto da: Charles Stewart, Dick Conway

### Trama
- Guest star: Frank Nelson (Austin), Jan Arvan (cameriere)

## Hey, Look Me Over
- Prima televisiva: 28 febbraio 1967
- Diretto da: Charles T. Barton
- Scritto da: Charles Stewart, Dick Conway

### Trama
- Guest star:

## That's Max???
- Prima televisiva: 7 marzo 1967
- Diretto da: Charles T. Barton
- Scritto da: Lou Huston, Al Schwartz

### Trama
- Guest star: Jackie Russell (Max), Ron Stokes (Jack)

## The Fishing Derby
- Prima televisiva: 14 marzo 1967
- Diretto da: Charles T. Barton
- Scritto da: Dick Conway

### Trama
- Guest star: Russ Grieve (Grant), Bill Baldwin (Dunsworth), George Ives (Red Granger)

## Kate's Big Deal
- Prima televisiva: 21 marzo 1967
- Diretto da: Charles T. Barton
- Scritto da: Dick Conway, Charles Stewart

### Trama
- Guest star: Elvia Allman (Selma Plout), Walter Baldwin (Grandpappy Miller), Hank Worden (Roy Turlock), Vinton Hayworth (Holloway)

## Author! Author!
- Prima televisiva: 28 marzo 1967
- Diretto da: Charles T. Barton
- Scritto da: Charles Stewart, Dick Conway

### Trama
- Guest star: Valerie Brooke (Entertainer), Jimmy Hawkins (Stanley Harper), Tom Lester (Eb Dawson)

## Steve's Ol' Buddy
- Prima televisiva: 4 aprile 1967
- Diretto da: Charles T. Barton
- Scritto da: Dick Conway, Charles Stewart

### Trama
- Guest star: Lynette Winter (Henrietta Plout), Jimmy Hawkins (Jeff Maxwell)

## That Was the Night That Was
- Prima televisiva: 11 aprile 1967
- Diretto da: Charles T. Barton
- Scritto da: Charles Stewart, Dick Conway

### Trama
- Guest star: Frank DeVol (dottor Newton)

## The Eternal Rectangle
- Prima televisiva: 18 aprile 1967
- Scritto da: Charles Stewart, Dick Conway, Charles T. Barton

### Trama
- Guest star:

## Kate's Cousin Mae
- Prima televisiva: 25 aprile 1967
- Diretto da: Charles T. Barton
- Scritto da: Dick Conway, Charles Stewart

### Trama
- Guest star: Forrest Lewis (giudice Clark), Shirley Mitchell (Mae Belle Jennings)

## A House Divided
- Prima televisiva: 2 maggio 1967
- Diretto da: Charles T. Barton
- Scritto da: Charles Stewart, Dick Conway

### Trama
- Guest star: Hank Worden (Roy Turlock), Jackie Joseph (Housewife), Walter Baldwin (Grandpappy Miller), Sarah Selby (Wilma Tuttle), Max Mellinger (Henry Tuttle), Elvia Allman (Selma Plout)

## Go Away, Fat
- Prima televisiva: 9 maggio 1967
- Diretto da: Charles T. Barton
- Scritto da: Dick Conway, Charles Stewart

### Trama
- Guest star: Shirley Mitchell (Mae Belle Jennings), Lorraine Bendix (Agnes Bedford)